# Saint-Jean-le-Vieux (Ain)
Saint-Jean-le-Vieux és un municipi francès situat al departament de l'Ain i a la regió d'Alvèrnia-Roine-Alps. L'any 2007 tenia 1.556 habitants.

## Demografia

### Població
El 2007 la població de fet de Saint-Jean-le-Vieux era de 1.556 persones. Hi havia 657 famílies de les quals 202 eren unipersonals (97 homes vivint sols i 105 dones vivint soles), 198 parelles sense fills, 222 parelles amb fills i 35 famílies monoparentals amb fills.
La població ha evolucionat segons el següent gràfic:
Habitants censats

### Habitatges
El 2007 hi havia 793 habitatges, 666 eren l'habitatge principal de la família, 65 eren segones residències i 62 estaven desocupats. 672 eren cases i 119 eren apartaments. Dels 666 habitatges principals, 464 estaven ocupats pels seus propietaris, 189 estaven llogats i ocupats pels llogaters i 12 estaven cedits a títol gratuït; 25 tenien una cambra, 46 en tenien dues, 88 en tenien tres, 192 en tenien quatre i 314 en tenien cinc o més. 542 habitatges disposaven pel capbaix d'una plaça de pàrquing. A 283 habitatges hi havia un automòbil i a 316 n'hi havia dos o més.

### Piràmide de població
La piràmide de població per edats i sexe el 2009 era:
| Homes | Edats   | Dones |
| ----- | ------- | ----- |
| 4     | 95 o +  | 0     |
| 8     | 90 a 94 | 0     |
| 12    | 85 a 89 | 12    |
| 4     | 80 a 84 | 0     |
| 20    | 75 a 79 | 20    |
| 40    | 70 a 74 | 48    |
| 36    | 65 a 69 | 36    |
| 16    | 60 a 64 | 28    |
| 16    | 55 a 59 | 44    |
| 52    | 50 a 54 | 28    |
| 64    | 45 a 49 | 44    |
| 44    | 40 a 44 | 44    |
| 80    | 35 a 39 | 72    |
| 60    | 30 a 34 | 72    |
| 56    | 25 a 29 | 60    |
| 16    | 20 a 24 | 8     |
| 44    | 15 a 19 | 64    |
| 44    | 10 a 14 | 32    |
| 40    | 5 a 9   | 96    |
| 56    | 0 a 4   | 40    |

## Economia
El 2007 la població en edat de treballar era de 996 persones, 761 eren actives i 235 eren inactives. De les 761 persones actives 721 estaven ocupades (397 homes i 324 dones) i 40 estaven aturades (15 homes i 25 dones). De les 235 persones inactives 102 estaven jubilades, 70 estaven estudiant i 63 estaven classificades com a «altres inactius».

### Ingressos
El 2009 a Saint-Jean-le-Vieux hi havia 666 unitats fiscals que integraven 1.614,5 persones, la mediana anual d'ingressos fiscals per persona era de 19.276 €.

### Activitats econòmiques
Dels 71 establiments que hi havia el 2007, 1 era d'una empresa extractiva, 2 d'empreses alimentàries, 5 d'empreses de fabricació d'altres productes industrials, 13 d'empreses de construcció, 14 d'empreses de comerç i reparació d'automòbils, 2 d'empreses de transport, 3 d'empreses d'hostatgeria i restauració, 3 d'empreses financeres, 3 d'empreses immobiliàries, 9 d'empreses de serveis, 12 d'entitats de l'administració pública i 4 d'empreses classificades com a «altres activitats de serveis».
Dels 23 establiments de servei als particulars que hi havia el 2009, 1 era una oficina de correu, 1 una oficina bancària, 2 tallers de reparació d'automòbils i de material agrícola, 1 autoescola, 2 paletes, 4 guixaires pintors, 3 fusteries, 1 lampisteria, 1 electricista, 1 empresa de construcció, 2 perruqueries, 3 restaurants i 1 saló de bellesa.
Dels 5 establiments comercials que hi havia el 2009, 1 era una gran superfície de material de bricolatge, 2 fleques, 1 una fleca i 1 una joieria.
L'any 2000 a Saint-Jean-le-Vieux hi havia 17 explotacions agrícoles que ocupaven un total de 749 hectàrees.

## Equipaments sanitaris i escolars
L'únic equipament sanitari que hi havia el 2009 era una farmàcia.
El 2009 hi havia 1 escola maternal i 1 escola elemental.

## Poblacions més properes
El següent diagrama mostra les poblacions més properes.